# Antoine-François Hardy
Pour les articles homonymes, voir Hardy.
Ne doit pas être confondu avec Pierre Lehardy.
Antoine-François Hardy, né le 2 février 1748 à Caen (ancienne province de Normandie, actuel département du Calvados) et mort le 25 novembre 1823 à Paris, est un homme politique de la Révolution française et du Consulat.

## Biographie
Antoine-François Hardy, baptisé en la paroisse Saint-Nicolas de Caen, est le fils d'Antoine Hardy, « capitaine dans les fermes du roi », et de Marie Nicolas. 

### Mandat à la Convention
La monarchie constitutionnelle mise en place par la constitution du 3 septembre 1791 prend fin à l'issue de la journée du 10 août 1792 : les bataillons de fédérés bretons et marseillais et les insurgés des faubourgs de Paris prennent le palais des Tuileries. Louis XVI est suspendu et incarcéré, avec sa famille, à la tour du Temple. 
En septembre 1792, Antoine-François Hardy, alors docteur en médecine à Rouen, est élu député du département de la Seine-Inférieure, le troisième sur treize, à la Convention nationale. 
Il siège sur les bancs de la Gironde. Le 11 octobre 1792, aux côtés de son collègues Jean-Denis Lanjuinais (député d'Ille-et-Vilaine), il prend la défense de Jean-Marie Roland de la Platière (ministre de l'Intérieur) attaqué par Jean-Paul Marat (député de Paris) dans son journal. 
Lors du procès de Louis XVI, il vote la détention, et le bannissement à la paix et se prononce en faveur de l'appel au peuple, et du sursis à l'exécution de la peine. En avril 1793, il est absent lors du scrutin sur la mise en accusation de Jean-Paul Marat. En mai, il vote en faveur du rétablissement de la Commission des Douze. 
Le 3 octobre 1793, après le rapport de Jean-Pierre-André Amar (député de l'Isère), membre du Comité de sûreté générale, Antoine-François Hardy est décrété d'accusation devant le tribunal révolutionnaire. Il se soustrait au décret et se cache. Le 18 ventôse an III (8 mars 1795), lui et les autres députés girondins mis hors-de-la-loi sont rappelés à leur poste de député. 

Hardy adhère à la réaction thermidorienne.Le 2 germinal (le 22 mars), il dénonce violemment Jean-Baptiste-Robert Lindet (député de l'Eure), ancien membre du Comité de Salut public : 
C'est Lindet qui a institué la boucherie de Robespierre ; c'est lui qui a institué le tribunal révolutionnaire. 
Le 15 fructidor (1er septembre), aux côtés de Paul Barras (député du Var), de Pierre Colombel (député de la Meurthe), d'Hugues Monmayou (député du Lot) et de Jean-Baptiste Quirot (député du Doubs), il est élu membre du Comité de sûreté générale.  

### Sous le Directoire
Sous le Directoire, Antoine-François Hardy est réélu député et siège au Conseil des Cinq-Cents. Il est tiré au sort pour rester au Conseil jusqu'en prairial an VI (mai 1798). Lors des élections de germinal an VI (1798), il est réélu. 
Hardy soutient le coup d’État du 18 brumaire an VIII (9 novembre 1799). Il est nommé membre du Corps Législatif où il siège jusqu'en l'an X (1802). 